# Upper Sundon
Ne doit pas être confondu avec Upper Shelton.
 (février 2025).
Si vous disposez d'ouvrages ou d'articles de référence ou si vous connaissez des sites web de qualité traitant du thème abordé ici, merci de compléter l'article en donnant les références utiles à sa vérifiabilité et en les liant à la section « Notes et références ».
Upper Sundon est un village anglais du Central Bedfordshire.